# SMS Monarch
SMS Monarch, predreadnought bojni brod i obalni obrambeni brod klase Monarcha koji je izgradila Austro-ugarska ratna mornarica pri kraju 19. stoljeća. Položen je u Pomorskom arsenalu u Puli 31. srpnja 1893. godine kao posljednji brod istoimene klase. Bio je prvi brod svoje klase koji je porinut 9. svibnja 1895. godine. Iako je bio porinut dva mjeseca prije svojega bratskog broda Wiena, Monarch je bio drugi brod klase Monarcha koji je stavljen u službu Austro-ugarske ratne mornarice 11. svibnja 1898. godine.